# A Brief Inquiry into Online Relationships
| Recensione   | Giudizio |
| ------------ | -------- |
| AllMusic     |          |
| The Guardian |          |

A Brief Inquiry into Online Relationships è il terzo album in studio del gruppo musicale britannico The 1975, pubblicato nel 2018.

## Tracce
1. The 1975 – 1:34
2. Give Yourself a Try – 3:17
3. TooTimeTooTimeTooTime – 3:28
4. How to Draw / Petrichor – 5:49
5. Love It If We Made It – 4:13
6. Be My Mistake – 4:16
7. Sincerity Is Scary – 3:45
8. I Like America & America Likes Me – 3:26
9. The Man Who Married a Robot / Love Theme – 3:33
10. Inside Your Mind – 3:50
11. It's Not Living (If It's Not with You) – 4:08
12. Surrounded by Heads and Bodies – 3:56
13. Mine – 4:06
14. I Couldn't Be More in Love – 3:51
15. I Always Wanna Die (Sometimes) – 5:14

## Formazione
- George Daniel – batteria, percussioni, sintetizzatore, programmazioni, production
- Adam Hann – chitarra, tastiera
- Matthew Healy – voce, chitarra, tastiera, produzione
- Ross MacDonald – basso